# Artur Sarkisiani
Artur Sarkisiani, gruz. არტურ სარკისიანი (ur. 29 sierpnia 1996 w Bakuriani) – gruziński skoczek narciarski, medalista mistrzostw Gruzji, uczestnik mistrzostw świata.

## Przebieg kariery
W 2012 zdobył brązowy medal mistrzostw Gruzji. W tym samym roku został zgłoszony do konkursu skoków narciarskich rozgrywanego w ramach Mistrzostw Świata Juniorów w Narciarstwie Klasycznym 2012. Ostatecznie jednak nie wystartował w żadnym z treningów i został wycofany z udziału w konkursie indywidualnym.
W 2013 zajął drugie miejsce w młodzieżowych mistrzostwach kraju. W 2014 ponownie został zgłoszony do zawodów skoków narciarskich na MŚJ, w których tym razem wziął udział. Na treningach zajmował miejsca pod koniec stawki – pomiędzy ostatnim a czwartym od końca. W samym konkursie po skoku na odległość 55 m otrzymał notę 21,7 pkt i zajął 69. miejsce, wyprzedzając Słowaka Dominika Ďurčo oraz innego Gruzina Giorgiego Szubitidze.
Na mistrzostwach świata juniorów wystąpił jeszcze dwukrotnie, w 2015 i 2016 roku, zajmując odpowiednio 63. (przedostatnie spośród sklasyfikowanych zawodników) oraz 62. (trzecie od końca) miejsce.
Został powołany na zawody skoków narciarskich na Mistrzostwach Świata w Narciarstwie Klasycznym 2017, stając się, po 15 latach przerwy, pierwszym po Kachaberze Cakadze Gruzinem w zawodach najwyższej rangi. Odpadł w kwalifikacjach do obu konkursów indywidualnych – na skoczni normalnej zajął 52. miejsce spośród 53 sklasyfikowanych zawodników, wyprzedzając Łotysza Kristapsa Nežbortsa, a na obiekcie dużym był ostatni.
W sezonie 2017/2018 zadebiutował w cyklu FIS Cup – w 5 startach plasował się w ósmej (2 konkursy w Râșnovie), szóstej (2 konkursy w Villach) i piątej (konkurs w Falun) dziesiątce. W sezonie 2018/2019 wziął udział w 2 konkursach FIS Cupu, zajmując we wrześniu 2018 w Râșnovie lokaty pod koniec siódmej dziesiątki. Zgłosił się też do udziału w Mistrzostwach Świata w Narciarstwie Klasycznym 2019, jednak ostatecznie nie wystartował w tej imprezie. W sezonie 2019/2020 ponownie wziął udział tylko w rozgrywanym latem FIS Cupie w Râșnovie – w 1. konkursie był 51., a w drugim nie pojawił się na starcie.

## Mistrzostwa świata

### Indywidualnie
| 2017 Lahti | – | nie zakwalifikował się (K-90), nie zakwalifikował się (K-116) |

### Starty A. Sarkisianiego na mistrzostwach świata – szczegółowo
| Miejsce | Dzień     | Rok  | Miejscowość | Skocznia     | Punkt K | HS     | Konkurs  | Skok 1 | Skok 2 | Nota     | Strata                  | Zwycięzca               |
| ------- | --------- | ---- | ----------- | ------------ | ------- | ------ | -------- | ------ | ------ | -------- | ----------------------- | ----------------------- |
| NQ      | 25 lutego | 2017 | Lahti       | Salpausselkä | K-90    | HS-100 | indywid. | 68,0 m | 68,0 m | 63,4 pkt | Nie zakwalifikował się. | Nie zakwalifikował się. |
| NQ      | 2 marca   | 2017 | Lahti       | Salpausselkä | K-116   | HS-130 | indywid. | 72,0 m | 72,0 m | 16,1 pkt | Nie zakwalifikował się. | Nie zakwalifikował się. |

## Mistrzostwa świata juniorów

### Indywidualnie
| 2014 Val di Fiemme/Predazzo | – | 69. miejsce |
| 2015 Ałmaty                 | – | 63. miejsce |
| 2016 Râșnov                 | – | 62. miejsce |

### Starty A. Sarkisianiego na mistrzostwach świata juniorów – szczegółowo
| Miejsce | Dzień       | Rok  | Miejscowość | Skocznia                    | Punkt K | HS     | Konkurs  | Skok 1 | Skok 2 | Nota     | Strata    | Zwycięzca            |
| ------- | ----------- | ---- | ----------- | --------------------------- | ------- | ------ | -------- | ------ | ------ | -------- | --------- | -------------------- |
| 69.     | 31 stycznia | 2014 | Predazzo    | Trampolino Dal Ben          | K-95    | HS-106 | indywid. | 55,0 m | –      | 21,7 pkt | 209,8 pkt | Jakub Wolny          |
| 63.     | 5 lutego    | 2015 | Ałmaty      | Gornyj Gigant               | K-95    | HS-106 | indywid. | 68,5 m | –      | 59,0 pkt | 210,9 pkt | Johann André Forfang |
| 62.     | 23 lutego   | 2016 | Râșnov      | Trambulina Valea Cărbunării | K-90    | HS-100 | indywid. | 57,0 m | –      | 35,9 pkt | 213,1 pkt | David Siegel         |

## FIS Cup

### Miejsca w poszczególnych konkursachFIS Cupu
| Źródło                                                                        | Źródło        | Źródło           | Źródło           | Źródło           | Źródło           | Źródło           | Źródło           | Źródło          | Źródło          | Źródło         | Źródło         | Źródło         | Źródło         | Źródło               | Źródło               | Źródło         | Źródło         | Źródło         | Źródło         | Źródło       | Źródło       | Źródło | Źródło | Źródło | Źródło | Źródło | Źródło | Źródło | Źródło | Źródło | Źródło | Źródło | Źródło | Źródło | Źródło | Źródło | Źródło | Źródło | Źródło |
| ----------------------------------------------------------------------------- | ------------- | ---------------- | ---------------- | ---------------- | ---------------- | ---------------- | ---------------- | --------------- | --------------- | -------------- | -------------- | -------------- | -------------- | -------------------- | -------------------- | -------------- | -------------- | -------------- | -------------- | ------------ | ------------ | ------ | ------ | ------ | ------ | ------ | ------ | ------ | ------ | ------ | ------ | ------ | ------ | ------ | ------ | ------ | ------ | ------ | ------ |
| Sezon 2017/2018                                                               |               |                  |                  |                  |                  |                  |                  |                 |                 |                |                |                |                |                      |                      |                |                |                |                |              |              |        |        |        |        |        |        |        |        |        |        |        |        |        |        |        |        |        |        |
| Villach HS98                                                                  | Villach HS98  | Kuopio HS127     | Kuopio HS127     | Kandersteg HS106 | Kandersteg HS106 | Râșnov HS100     | Râșnov HS100     | Whistler HS104  | Whistler HS104  | Notodden HS100 | Notodden HS100 | Zakopane HS140 | Zakopane HS140 | Planica HS102        | Planica HS102        | Rastbüchl HS78 | Rastbüchl HS78 | Villach HS98   | Villach HS98   | Falun HS100  | punkty       | punkty | punkty | punkty | punkty | punkty | punkty | punkty | punkty | punkty | punkty | punkty | punkty | punkty | punkty | punkty | punkty | punkty | punkty |
| -                                                                             | -             | -                | -                | -                | -                | 76               | 71               | -               | -               | -              | -              | -              | -              | -                    | -                    | -              | -              | 52             | 51             | 45           | 0            | 0      | 0      | 0      | 0      | 0      | 0      | 0      | 0      | 0      | 0      | 0      | 0      | 0      | 0      | 0      | 0      | 0      | 0      |
| Sezon 2018/2019                                                               |               |                  |                  |                  |                  |                  |                  |                 |                 |                |                |                |                |                      |                      |                |                |                |                |              |              |        |        |        |        |        |        |        |        |        |        |        |        |        |        |        |        |        |        |
| Villach HS98                                                                  | Villach HS98  | Szczyrk HS106    | Szczyrk HS106    | Râșnov HS97      | Râșnov HS97      | Notodden HS100   | Notodden HS100   | Park City HS100 | Park City HS100 | Zakopane HS140 | Zakopane HS140 | Planica HS102  | Planica HS102  | Rastbüchl HS78       | Rastbüchl HS78       | Villach HS98   | Villach HS98   | punkty         | punkty         | punkty       | punkty       | punkty | punkty | punkty | punkty | punkty | punkty | punkty | punkty | punkty | punkty | punkty | punkty | punkty | punkty | punkty |        |        |        |
| -                                                                             | -             | -                | -                | 68               | 69               | -                | -                | -               | -               | -              | -              | -              | -              | -                    | -                    | -              | -              | 0              | 0              | 0            | 0            | 0      | 0      | 0      | 0      | 0      | 0      | 0      | 0      | 0      | 0      | 0      | 0      | 0      | 0      | 0      |        |        |        |
| Sezon 2019/2020                                                               |               |                  |                  |                  |                  |                  |                  |                 |                 |                |                |                |                |                      |                      |                |                |                |                |              |              |        |        |        |        |        |        |        |        |        |        |        |        |        |        |        |        |        |        |
| Szczyrk HS104                                                                 | Szczyrk HS104 | Szczuczyńsk HS99 | Szczuczyńsk HS99 | Ljubno HS94      | Ljubno HS94      | Pjongczang HS109 | Pjongczang HS109 | Râșnov HS97     | Râșnov HS97     | Villach HS98   | Villach HS98   | Notodden HS98  | Notodden HS98  | Oberwiesenthal HS105 | Oberwiesenthal HS105 | Zakopane HS140 | Zakopane HS140 | Rastbüchl HS78 | Rastbüchl HS78 | Villach HS98 | Villach HS98 | punkty |        |        |        |        |        |        |        |        |        |        |        |        |        |        |        |        |        |
| -                                                                             | -             | -                | -                | -                | -                | -                | -                | 51              | -               | -              | -              | -              | -              | -                    | -                    | -              | -              | -              | -              | -            | -            | 0      |        |        |        |        |        |        |        |        |        |        |        |        |        |        |        |        |        |
| Legenda                                                                       |               |                  |                  |                  |                  |                  |                  |                 |                 |                |                |                |                |                      |                      |                |                |                |                |              |              |        |        |        |        |        |        |        |        |        |        |        |        |        |        |        |        |        |        |
| 1 2 3 4-10 11-30 poniżej 30 dq – dyskwalifikacja - − zawodnik nie wystartował |               |                  |                  |                  |                  |                  |                  |                 |                 |                |                |                |                |                      |                      |                |                |                |                |              |              |        |        |        |        |        |        |        |        |        |        |        |        |        |        |        |        |        |        |